# アンゾール・キブロツァシビリ
アンゾール・キブロツァシビリ（Anzor Kibrotsashvili　1939年10月25日- 2008年）は、旧ソビエト連邦の柔道選手。グルジア出身。階級は軽重量級。

## 人物
1962年のヨーロッパ選手権無差別で優勝すると、1963年にも2位となったが、1964年の東京オリンピックには出場できなかった。1965年のヨーロッパ選手権では軽重量級で優勝した。世界選手権では無差別に出場すると、予選で東京オリンピック重量級金メダリストの猪熊功に優勢負けするが、敗者復活戦を勝ち上がって決勝で再び猪熊と対戦するも体落で敗れた。1966年の世界学生では3位だった。1967年に階級を重量級に上げると、ヨーロッパ選手権では2度2位に入った。1969年の世界選手権では重量級で5位、無差別で7位に終わった。

## 主な戦績
- 1962年 - ヨーロッパ選手権　無差別　優勝
- 1963年 - ヨーロッパ選手権　無差別　2位

軽重量級での戦績
- 1965年 - ヨーロッパ選手権　優勝
- 1965年 - 世界選手権　無差別　2位
- 1966年 - ヨーロッパ選手権　3位
- 1966年 - 世界学生　3位

重量級での戦績
- 1967年 - ヨーロッパ選手権　2位
- 1969年 - ヨーロッパ選手権　2位
- 1969年 - 世界選手権　重量級　5位　無差別　7位